# 2009 no futebol
Lista com os campeões de futebol dos principais campeonatos do mundo em 2009:

## América do Sul

### Nacionais
| País      | Campeão                    | Ref    |
| --------- | -------------------------- | ------ |
| Argentina | A - Boca Juniors           | [ 1 ]  |
| Argentina | C - Vélez Sarsfield        | [ 2 ]  |
| Bolívia   | A - Bolívar                | [ 3 ]  |
| Bolívia   | C - Blooming               | [ 4 ]  |
| Brasil    | Flamengo                   | [ 5 ]  |
| Chile     | A - Universidad de Chile   | [ 6 ]  |
| Chile     | C - Colo-Colo              | [ 7 ]  |
| Colombia  | A - Once Caldas            | [ 8 ]  |
| Colombia  | C - Independiente Medellín | [ 9 ]  |
| Equador   | Deportivo Quito            | [ 10 ] |
| Paraguai  | A - Cerro Porteño          | [ 11 ] |
| Paraguai  | C - Nacional               | [ 12 ] |
| Peru      | Universitario              | [ 13 ] |
| Uruguai   | Nacional                   | [ 14 ] |
| Venezuela | A - Deportivo Italia       | [ 15 ] |
| Venezuela | C - Caracas                | [ 16 ] |

### Continentais
| Campeonato                   | Campeão       | Ref    |
| ---------------------------- | ------------- | ------ |
| Copa Libertadores da América | Estudiantes   | [ 17 ] |
| Copa Sul-Americana           | LDU Quito     | [ 18 ] |
| Recopa Sul-Americana         | LDU Quito     | [ 19 ] |
| Copa Suruga Bank             | Internacional | [ 20 ] |

## Europa

### Nacionais
| País             | Campeão           | Ref                 |
| ---------------- | ----------------- | ------------------- |
| Albânia          | KF Tirana         | [ 21 ]              |
| Alemanha         | VfL Wolfsburg     | [ 22 ]              |
| Andorra          | UE Sant Julià     | [ 23 ]              |
| Armênia          | Pyunik FC         | [ 21 ]              |
| Áustria          | Red Bull Salzburg | [carece de fontes?] |
| Azerbaijão       | Bakı Futbol Klubu | [ 23 ]              |
| Bélgica          | Standard de Liège | [ 24 ]              |
| Bielorússia      | FC BATE Borisov   | [ 25 ]              |
| Bósnia           | Zrinjski          | [ 23 ]              |
| Bulgária         | Levski Sofia      | [ 26 ]              |
| Cazaquistão      | FC Aktobe         | [ 21 ]              |
| Chipre           | APOEL             | [ 23 ]              |
| Croácia          | Dínamo Zagreb     | [ 23 ]              |
| Dinamarca        | FC Copenhague     | [ 23 ]              |
| Escócia          | Rangers           | [ 27 ]              |
| Eslováquia       | Slovan Bratislava | [ 23 ]              |
| Eslovênia        | NK Maribor        | [ 28 ]              |
| Espanha          | Barcelona         | [ 29 ]              |
| Estônia          | Levadia           | [ 21 ]              |
| Finlândia        | [ 30 ]            |                     |
| França           | Bordeaux          | [ 31 ]              |
| Geórgia          | WIT Georgia       |                     |
| Gibraltar        | [ 23 ]            |                     |
| Grécia           | Olympiacos        |                     |
| Holanda          | AZ Alkmaar        |                     |
| Hungria          | Debreceni VSC     |                     |
| Ilhas Faroe      |                   |                     |
| Inglaterra       | Manchester United |                     |
| Irlanda          |                   |                     |
| Irlanda do Norte | Glentoran F.C.    |                     |
| Islândia         |                   |                     |
| Israel           | Maccabi           |                     |
| Itália           | Inter de Milão    |                     |
| Kosovo           |                   |                     |
| Letônia          | [ 21 ]            |                     |
| Liechtenstein    |                   |                     |
| Lituânia         | FK Ekranas        | [ 21 ]              |
| Luxemburgo       | Dudelange         |                     |
| Macedônia        | Makedonija        |                     |
| Malta            | Hibernians        |                     |
| Modávia          | Sheriff           |                     |
| Montenegro       | FK Mogren         |                     |
| Noruega          | Rosenborg         |                     |
| País de Gales    | Rhyl F.C.         |                     |
| Polônia          | Wisla Krakow      |                     |
| Portugal         | Porto             |                     |
| República Tcheca | Slavia Praga      |                     |
| Romênia          | Unirea Urziceni   |                     |
| Rússia           | Rubin Kazan       |                     |
| San Marino       | Tre Fiori         |                     |
| Sérvia           | FK Partizan       |                     |
| Suécia           | AIK Fotboll       |                     |
| Suíça            | FC Zürich         |                     |
| Turquia          | Besiktas          |                     |
| Ucrânia          | Dínamo de Kiev    |                     |

### Continentais
| Campeonato                | Campeão          |
| ------------------------- | ---------------- |
| Liga dos Campeões da UEFA | Barcelona        |
| Copa da UEFA              | Shakhtar Donetsk |
| Supercopa Europeia        | Barcelona        |

## América do Norte

### Nacionais
| País                     | Campeão              |
| ------------------------ | -------------------- |
| Anguilha                 |                      |
| Antígua e Barbuda        | SAP F.C.             |
| Antílhas Holandesas      | CSD Barber           |
| Aruba                    | Britannia            |
| Bahamas                  | Bears FC             |
| Barbados                 | Brittons Hill        |
| Belize                   |                      |
| Bermudas                 | Devonshire Cougars   |
| Canadá                   | Toronto FC           |
| Costa Rica               | Liberia Mía          |
| Cuba                     | FC Cienfuegos        |
| Dominica                 | Centre Bath Estate   |
| El Salvador              | A - Isidro Metapán   |
| El Salvador              | C - Luis Angel Firpo |
| Estados Unidos           | Columbus Crew        |
| Granada                  |                      |
| Groelândia               |                      |
| Guadalupe                |                      |
| Guatemala                | A - Comunicaciones   |
| Guatemala                | C - Deportivo Jalapa |
| Guiana                   |                      |
| Guiana Francesa          |                      |
| Haiti                    |                      |
| Honduras                 | A - Marathón         |
| Honduras                 | C -                  |
| Ilhas Cayman             |                      |
| Ilhas Virgens            |                      |
| Ilhas Virgens Britânicas |                      |
| Jamaica                  |                      |
| Martinica                |                      |
| México                   | A - Toluca           |
| México                   | C -                  |
| Nicarágua                |                      |
| Panamá                   | A -                  |
| Panamá                   | C -                  |
| Porto Rico               |                      |
| República Dominicana     |                      |
| Santa Lúcia              |                      |
| São Cristóvão e Nevis    | São Cristóvão -      |
| São Cristóvão e Nevis    | Nevis -              |
| São Martín               |                      |
| São Vicente e Granadinas |                      |
| Suriname                 |                      |
| Trinidad e Tobago        |                      |
| Turcos e Caicos          |                      |

### Continentais
| Campeonato                    | Campeão       |
| ----------------------------- | ------------- |
| Liga dos Campeões da CONCACAF | Atlante       |
| Superliga Norte-Americana     |               |
| Campeonato de Clubes da CFU   |               |
| Campeonato Pan-Pacífico       | Suwon Samsung |

## África

### Nacionais
| País                           | Campeão |
| ------------------------------ | ------- |
| África do Sul                  |         |
| Angola                         |         |
| Argélia                        |         |
| Benin                          |         |
| Botsuana                       |         |
| Burkina Fasso                  |         |
| Burundi                        |         |
| Cabo Verde                     |         |
| Camarões                       |         |
| Chade                          |         |
| Comores                        |         |
| Congo                          |         |
| Costa do Marfim                |         |
| Djibouti                       |         |
| Egíto                          |         |
| Eritréa                        |         |
| Etiópia                        |         |
| Gabão                          |         |
| Gâmbia                         |         |
| Gana                           |         |
| Guiné                          |         |
| Guiné-Bissau                   |         |
| Guiné Equatorial               |         |
| Ilha de Santa Helena           |         |
| Ilhas Maurício                 |         |
| Lesoto                         |         |
| Líbia                          |         |
| Libéria                        |         |
| Madagascar                     |         |
| Malauí                         |         |
| Mali                           |         |
| Marrocos                       |         |
| Mauritânia                     |         |
| Mayotte                        |         |
| Moçambique                     |         |
| Namíbia                        |         |
| Niger                          |         |
| Nigéria                        |         |
| Quênia                         |         |
| República Democrática do Congo |         |
| Reunião                        |         |
| Ruanda                         |         |
| São Tomé e Príncipe            |         |
| Senegal                        |         |
| Serra Leoa                     |         |
| Seychelles                     |         |
| Suazilândia                    |         |
| Sudão                          |         |
| Tanzânia                       |         |
| Togo                           |         |
| Tunísia                        |         |
| Uganda                         |         |
| Zâmbia                         |         |
| Zanzibar                       |         |
| Zimbabuê                       |         |

### Continentais
| Campeonato                    | Campeão    |
| ----------------------------- | ---------- |
| Liga dos Campeões da CAF      | TP Mazembe |
| Copa das Confederações da CAF |            |
| Supercopa Africana            |            |
| Copa Interclubes da CECAFA    |            |

## Ásia

### Nacionais
| País            | Campeão                |
| --------------- | ---------------------- |
| Arábia Saudita  | Al-Ittihad             |
| Austrália       | Melbourne Victory      |
| Bahrain         |                        |
| Bangladesh      |                        |
| Birmânia        |                        |
| Brunei          |                        |
| Butão           |                        |
| Camboja         |                        |
| Cingapura       | Singapore Armed Forces |
| China           |                        |
| Coréia do Sul   |                        |
| Emirados Árabes | Al-Ahli                |
| Filipínas       |                        |
| Guam            | Quality Distributors   |
| Hong Kong       | South China AA         |
| Iémen           |                        |
| Índia           |                        |
| Indonésia       | Persipura Jayapura     |
| Irã             | Esteghlal Tehran       |
| Iraque          |                        |
| Japão           | Kashima Antlers        |
| Jordânia        | Al-Wihdat              |
| Kuwait          |                        |
| Laos            |                        |
| Líbano          |                        |
| Macau           |                        |
| Malásia         |                        |
| Maldivas        |                        |
| Mongólia        |                        |
| Nepal           |                        |
| Omã             |                        |
| Paquistão       |                        |
| Qatar           | Al-Gharafa             |
| Quirguistão     |                        |
| Síria           | Al-Ittihad             |
| Sri Lanka       |                        |
| Tailândia       |                        |
| Taiwan          |                        |
| Tajiquistão     |                        |
| Turcomenistão   |                        |
| Uzbequistão     | FC Bunyodkor           |
| Vietnã          |                        |

### Continentais
| Campeonato                  | Campeão       |
| --------------------------- | ------------- |
| Liga dos Campeões da AFC    |               |
| Copa da AFC                 |               |
| Copa dos Presidentes da AFC |               |
| Liga dos Campeões Árabes    |               |
| Copa do Golfo               |               |
| Campeonato Pan-Pacífico     | Suwon Samsung |
| Copa Suruga Bank            | Internacional |

## Oceania

### Nacionais
| País                    | Campeão          |
| ----------------------- | ---------------- |
| Fiji                    |                  |
| Havaí                   |                  |
| Ilhas Cook              |                  |
| Ilhas Marianas do Norte |                  |
| Ilhas Salomão           |                  |
| Nova Caledônia          |                  |
| Nova Zelândia           | Waitakere United |
| Papua Nova Guiné        |                  |
| Samoa                   |                  |
| Samoa Americana         |                  |
| Taiti                   |                  |
| Tuvalu                  |                  |
| Vanuatu                 |                  |
| Wallis e Futuna         |                  |

### Continentais
| Campeonato               | Campeão       |
| ------------------------ | ------------- |
| Liga dos Campeões da OFC | Auckland City |
| Campeonato Pan-Pacífico  | Suwon Samsung |

## Mundial Interclubes
| Campeão Mundial de Clubes de 2009 |
| --------------------------------- |
| Barcelona 1° Título               |